# Insidioso
Le Insidioso (fanion « IS ») était un destroyer  (puis, plus tard, un torpilleur) italien, de la classe Indomito, lancé en 1913 pour la Marine royale italienne (en italien : Regia Marina).

## Conception et description
La classe Indomito a été conçue par Luigi Scaglia de la Cantieri Navali Pattison de Naples. Ces navires étaient les premiers grands destroyers de la Regia Marina et les premiers équipés de turbines à vapeur. La classe Indomito a été la première dans la progression des destroyers italiens à être appelée tre pipe ou tre canne pour leurs trois cheminées,.
Les navires mesuraient 72,52 m à la ligne de flottaison (73,00 m hors tout) avec une largeur de 7,3 m et un tirant d'eau de 2,7 m. Ils avaient des arbres jumeaux entraînés par deux turbines à vapeur Tosi, alimentées par quatre chaudières Thornycroft. Le groupe motopropulseur était conçu pour une puissance de 16 000 chevaux-vapeur (12 000 kW) pour déplacer les navires à 30 nœuds (56 km/h), mais avait une puissance maximale de 17 620 chevaux-vapeur d'arbre (13 140 kW) qui propulsait les navires à 35,79 nœuds (66,28 km/h).
Tels qu'ils étaient construits, les navires étaient armés d'un canon de 4,7 pouces (120 mm)/40, de quatre canons de 3 pouces (76 mm)/40 et de deux tubes lance-torpilles de 17,7 pouces (450 mm). En 1914, ils ont été renforcés par deux tubes lance-torpilles supplémentaires. Pendant la Première Guerre mondiale, des rails de guidage permettant de poser jusqu'à dix mines ont été ajoutés aux navires. Des modifications ultérieures apportées pendant la guerre ont permis de remplacer tous les canons par cinq canons de 4 pouces (100 mm)/35 et un seul canon AA de 40 mm (1,6 in)/39. La capacité en carburant a également été augmentée pendant la guerre, passant de 100 tonnes à 128 tonnes afin d'accroître l'endurance, mais l'augmentation du poids a eu l'effet inverse : elle a ralenti les navires et réduit leur endurance.

## Construction et mise en service
Le Insidioso est construit par le chantier naval Cantieri Navali Pattison à Naples en Italie et mis sur cale en 1912. Il est lancé le 30 septembre 1913. Il est achevé et mis en service en 1914. Il est commissionné le même jour dans la Regia Marina.

## Histoire de service
Lors de l'entrée de l'Italie dans la Première Guerre mondiale, le Insidioso fait partie, avec ses navires-jumeaux (sister ships) Impavido, Indomito, Intrepido, Impetuoso et Irrequieto, du IIe escadron de destroyers, basé à Tarente (bien qu'à l'époque le Impetuoso se trouve à La Spezia); le commandant du navire est le capitaine de corvette (capitano di corvetta) U. Bucci.
Le 9 juin 1915, l'unité escorte, avec les destroyers Intrepido, Impetuoso, Irrequieto, Indomito, Animoso, Ardito, Ardente, Audace et le croiseur éclaireur Quarto, les croiseurs blindés Giuseppe Garibaldi et Vettor Pisani, participant au bombardement des phares de Capo Rodoni et San Giovanni di Medua.
Le 3 décembre, le navire appareille de Brindisi pour escorter, avec le Intrepido, le Impetuoso, le Irrequieto et le Indomito, l'un des premiers convois de ravitaillement des troupes italiennes déployées en Albanie, composé des transports de troupes Re Umberto et Valparaiso (transportant au total 1 800 hommes et 150 quadrupèdes),. Lorsque le convoi atteint San Giovanni di Medua, le Re Umberto, avec 765 hommes à bord, heurte une mine (posée par le sous-marin (U-boot) austro-allemand UC 14) et coule brisé en deux, en un quart d'heure; le sauvetage rapide permet de sauver 712 hommes,,.
Le 8 décembre, le Insidioso et le Impetuoso escortent de Tarente à Vlora le vapeur Palermo, avec à son bord plus de 700 hommes et 43 quadrupèdes.
Dans la nuit du 11 au 12 décembre, le Insidioso (commandé par le capitaine de corvette (capitano di corvetta) Bucci) et le Impetuoso escortent de Tarente à Vlora le vapeur Valparaiso chargé de troupes.
Le 23 février 1916, avec le Impetuoso, il bombarde les positions d'artillerie austro-hongroises situées sur le Sasso Bianco, pendant l'évacuation de Durrës. Le lendemain, il dirige le feu de ses canons contre Rasbul, une autre position aux mains des troupes ennemies.
Le 8 juin 1916, à 19h00, il appareille de Vlora (sous les ordres du commandant Amici Grossi) pour escorter vers l'Italie, avec le croiseur éclaireur Libia et les destroyers Pontiere, Impavido et Espero, les transports de troupes Romagna et Principe Umberto, qui embarquent le 55e régiment d'infanterie (2 605 personnes). Le convoi, après une courte distance, est attaqué par le sous-marin austro-hongrois (K.u.k. Kriegsmarine) U-5 : le Principe Umberto, touché par deux torpilles à la poupe, coule en quelques minutes à une quinzaine de milles nautiques (28 km) au sud-ouest du cap Linguetta, entraînant 1 926 des 2 821 hommes à bord. Les unités d'escorte ne peuvent que donner la chasse au U-5 en vain et récupérer les survivants.
Le 25 juin, le navire fait partie du groupe de protection éloignée (croiseur éclaireur Marsala, destroyers Insidioso, Irrequieto et Audace) lors d'une attaque des vedettes-torpilleurs MAS (Motoscafo Armato Silurante) 5 et 7 contre Durrës: le résultat est un grave dommage au vapeur Sarajevo (1 111 tonneaux de jauge brute).
Le 10 juillet de la même année, le Insidioso et le Impetuoso patrouillent dans le canal d'Otrante, lorsque la formation est attaquée par le sous-marin austro-hongrois U-11: touché par une torpille, le Impetuoso coule rapidement, entraînant avec lui 37 des 88 hommes embarqués.
Dans la nuit du 14 au 15 mai 1917, le canal d'Otrante fait l'objet d'une double attaque austro-hongroise visant à la fois à détruire les dériveurs, bateaux de pêche armés patrouillant le barrage anti-sous-marin du canal d'Otrante, et, à titre de diversion, à détruire un convoi italien à destination de l'Albanie. A 4 h 10 le 15 mai, à la suite de la nouvelle de ces attaques, le Insidioso se prépare avec ses navires-jumeaux Indomito et Impavido, les croiseurs éclaireurs Racchia, Aquila et Marsala et le croiseur léger britannique HMS Liverpool (1909),. A 5h30, la formation quitte Brindisi avec le croiseur léger HMS Dartmouth (1911) et deux autres destroyers, et à 7h45, les destroyers austro-hongrois SMS Csepel et SMS Balaton sont aperçus. À 8h10, les destroyers et le Aquila se dirigent vers les deux navires adverses et cinq minutes plus tard, le feu est ouvert: le SMS Balaton est endommagé et peu après le Aquila est à son tour touché et immobilisé; les deux destroyers autrichiens se mettent à l'abri des batteries côtières, obligeant les navires italiens à abandonner la poursuite. Après un affrontement auquel ont également participé d'autres unités italiennes et austro-hongroises, la bataille s'est terminée avec quelques unités endommagées des deux côtés, mais sans naufrage.
Le 11 juin, avec le Irrequieto et les torpilleurs Airone et Ardea, il escorte à distance 10 hydravions envoyés pour bombarder Durrës..
Le 16 juillet, avec ses navires-jumeaux Impavido et Indomito et les croiseurs éclaireurs Racchia et Riboty, il fournit un appui à distance pour une attaque aérienne contre Durrës, effectuée par 18 avions de Brindisi et Vlora et soutenue par les torpilleurs Ardea et Pegaso.
Le 19 octobre 1917, à 6h30, il quitte Brindisi avec les croiseurs éclaireurs Pepe et Poerio et les destroyers  Schiaffino et Bronzetti, à la poursuite d'un groupe de navires austro-hongrois (croiseur éclaireur SMS Helgoland, destroyers SMS Lika, SMS Triglav, SMS Tátra, SMS Csepel, SMS Orjen et SMS Balaton) partis de Kotor pour attaquer les convois italiens. Le SMS Helgoland et le SMS Lika, n'ayant trouvé aucun convoi, se dirigent vers Brindisi pour être poursuivis par les navires italiens et les attirer dans la zone d'embuscade des sous-marins U-32 et U-40, mais après une longue poursuite qui a également vu quelques attaques aériennes sur les unités ennemies, tous les navires italiens sont rentrés au port sans dommages.
Après la guerre, le Insidioso subit des modifications, à la fin desquelles l'armement est composé de cinq canons de 102 mm, d'un canon de 40 mm et de quatre tubes lance-torpilles de 450 mm.
En 1929, le navire est déclassé en torpilleur.
Retiré du registre en 1938, le navire est réinscrit au registre naval de la Regia Marina trois ans plus tard, en 1941, alors que la Seconde Guerre mondiale est en cours.
Cependant, étant le plus ancien torpilleur en service dans la Regia Marina, il est peu utilisé.
Fin janvier 1942, il participe aux tentatives malheureusement infructueuses de sauvetage des survivants du sous-marin Medusa, piégés dans l'épave de l'unité coulée par le sous-marin britannique HMS Thorn (N11).
Le 10 septembre 1943, après la proclamation de l'armistice (Armistice de Cassibile), il est capturé à Pula par les Allemands. Le 8 novembre, il entre en service dans la Kriegsmarine, en tant que "Torpedoboot Ausland" TA 21.
Le 9 août 1944, il est sérieusement endommagé au large de la côte d'Istrie par des avions britanniques.
Le 5 novembre de la même année, le navire est coulé dans le port de Rijeka par un bombardier-torpilleur américain.
L'épave du TA 21 est remfloué et mis au rebut en 1947.

## Sources
- (it) Cet article est partiellement ou en totalité issu de l’article de Wikipédia en italien intitulé « Insidioso » (voir la liste des auteurs).